# Estat Major de la Unió Europea
L'Estat Major de la Unió Europea (EMUE) és un departament de la Unió Europea (UE) amb la seu a Brussel·les, responsable de supervisar les operacions a l'àmbit de la Seguretat Comuna i Política de Defensa. Depèn directament del gabinet de l'Alt representant de la Unió Europea per a Afers exteriors i Política de Seguretat, (Catherine Ashton), i és formalment part de la Secretaria General del Consell de la Unió Europea.
Aquest departament s'ocupa de l'alerta primerenca, l'avaluació de la situació i el planejament estratègic de les missions Petersberg (ajuda humanitària, manteniment de la pau, gestió de crisi) i de totes les operacions dirigides per la UE.
La cèl·lula civil i militar, que a l'EMUE s'encarrega des de 2004 de tasques com el planejament estratègic de la reacció a una crisi a la perspectiva d'operacions civils i militars conjuntes. Aquesta cèl·lula constituirà el nucli permanent clau del centre d'operacions de la UE.

## Història
Durant la cimera de Hèlsinki de desembre de 1999, el Consell Europeu va aprovar la creació de nous òrgans polítics i militars permanents com l'EMUE.
L'Estat Major ha dirigit una sèrie de desplegaments des de la seva creació. El terme EUFOR o 'Força de la Unió Europea' ha estat utilitzat per descriure una sèrie de desplegaments militars, i s'ha utilitzat quatre vegades fins ara: a la República de Macedònia des de març 2003 a desembre de 2003 (EUFOR Concòrdia), a Bòsnia a partir de 2004 (EUFOR Althea), a la República Democràtica del Congo el 2006, i a el Txad i la República Centreafricana des de 2007. EUFOR, és un desplegament temporal militar, no una força militar permanent, i no ha de ser confós amb l'Objectiu Principal de Hèlsinki, en algun moment erròniament conegut com a Força de Reacció Ràpida europea.

### EUFOR Althea
A Bòsnia i Hercegovina, EUFOR supervisa militarment el compliment dels acords de Dayton (pel que es proclamava la fi de la Guerra a Iugoslàvia), en relleu de la força de l'OTAN, SFOR, el 2004.
Althea la componen prop d'unes 7.000 persones de 33 països, la gran majoria de països de la Unió Europea, encara que soldats canadencs van actuar també. Actualment hi ha 5.093 soldats pertanyents a la Unió Europea, dels quals: 882 pertanyen a Itàlia, 819 a Alemanya, 590 a Gran Bretanya, 524 a França, 495 a Espanya, 298 als Països Baixos, 287 a Àustria, 195 a Polònia, 193 a Portugal, 177 a Finlàndia, 144 a Hongria i els 489 restants a altres països.
La EUFOR, assumirà tots els papers que exercia la SFOR, però també es dedica a cercar criminals de guerra. També tindrà una missió característica com a policia, a la lluita contra el crim organitzat que es creu que està enllaçat amb els criminals de guerra. La EUFOR col·laborarà amb la missió de la policia europea a Bòsnia (EUPM) i amb la policia bosniana.

### EUFOR República democràtica del Congo
La Segona Guerra del Congo va causar al voltant de quatre milions de morts entre 1998 i 2005, implicant vuit països de la regió, malgrat la culminació del procés de pau entre 2002 i 2003 que va conduir la formació d'un Govern de transició. Més de dos milions de persones van ser desplaçades a conseqüència de la violència.
El desembre de 2005 l'Organització de les Nacions Unides (ONU) va sol·licitar a la UE la posada a disposició d'efectius militars en suport de la Missió de les Nacions Unides en la República Democràtica del Congo (MONUC) durant el període corresponent a la celebració de les eleccions.
En aquest context el CUE va aprovar el 27 d'abril de 2006 l'establiment d'aquesta operació militar, el mandat de la qual ve estipulat per resolució del Consell de Seguretat de Nacions Unides.
EUFOR RD Congo, estava composta per 1.450 militars de 16 països, encara que Alemanya i França van aportar els nombre més gran. Les casernes operacionals centrals estaven en Potsdam. La missió va finalitzar mesos després de la primera volta de les eleccions presidencials i legislatives, que es van celebrar el 30 de juliol de 2006.

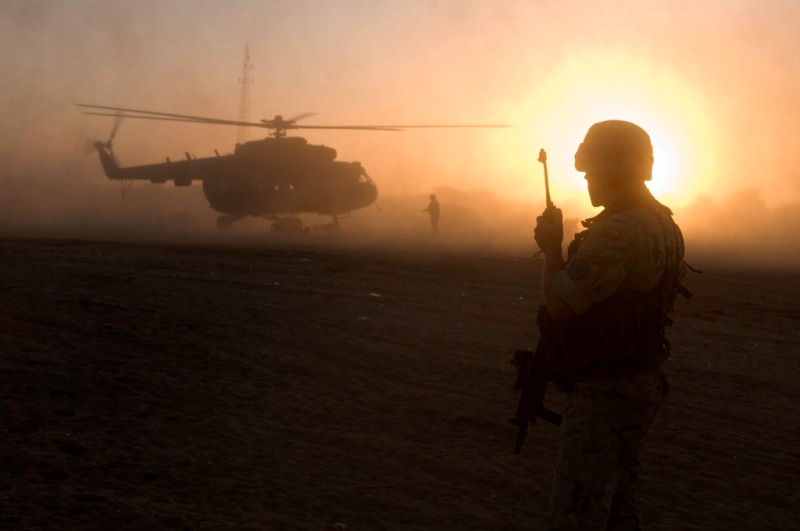
EUFOR Chad/RCA

### EUFOR Txad/RCA
EUFOR es refereix també a la missió de la UE sota els auspicis i en el marc de la MINURCAT a Txad i la República Centrefricana, des de finals de 2007 en endavant.